# オンブズマン (競走馬)
オンブズマン（Ombudsman）は、アイルランド生まれのイギリス調教の競走馬。主な勝ち鞍に2025年のプリンスオブウェールズステークス、インターナショナルステークス。

## 経歴
父はナイトオブサンダーのゴドルフィン所属馬。
デビューは3歳の6月と遅くフランスのG3プランスドランジュ賞までその年は4戦無敗で終わる。
4歳となった2025年の初戦はG3ブリガディアジェラードステークスに出走し2着に敗れて、無敗は途切れることになった。
その後はロイヤルアスコット開催のG1プリンスオブウェールズステークスにウィリアム・ビュイック騎手と共に出走。前年のアイリッシュダービー馬のロスアンジェルスや前年のチャンピオンステークスの覇者アンマートなどが出走している中の8頭中の5番人気と評価は低く伏兵扱いされていた。
レースが始まると道中は後方につけ、最後の直線コースに入ると何度も前が壁になる中、最後の1ハロンほどから進路が空き、逃げるアンマートを最後はとてつもない末脚で差し切り2馬身差の快勝だった。
レース後管理するジョン・ゴスデン調教師は「オーナーのシェイク・モハメドのおかげです。この馬を購入したときに「まだ未熟な馬です」と伝えると「好きなだけ時間をかけてくれ」と言われた、馬はどんどん成長していますまだレースを使ってないので（次走に）エクリプスステークスも期待できます」と答えた。
騎乗したビュイック騎手は「ここで勝つのは本当に特別です。調教で騎乗していて、すごく調子が良かったので、負けるとしたら、不運な負けだったと思います。感銘を受けるパフォーマンスでした」とオンブズマンを絶賛した。

## 血統表
| オンブズマンの血統            | オンブズマンの血統                                                      | オンブズマンの血統                                                      | （血統表の出典）                                                        | （血統表の出典） |
| 父系                          | ミスタープロスペクター系                                                | ミスタープロスペクター系                                                | ミスタープロスペクター系                                                | [ § 2 ]          |
| 父 Night of Thunder 栗毛 2011 | 父の父Dubawi 鹿毛 2002                                                  | Dubai Millennium                                                        | Seeking the Gold                                                        | Seeking the Gold |
| 父 Night of Thunder 栗毛 2011 | 父の父Dubawi 鹿毛 2002                                                  | Dubai Millennium                                                        | Colorado Dancer                                                         |                  |
| 父 Night of Thunder 栗毛 2011 | 父の父Dubawi 鹿毛 2002                                                  | Zomaradah                                                               | Deploy                                                                  | Deploy           |
| 父 Night of Thunder 栗毛 2011 | 父の父Dubawi 鹿毛 2002                                                  | Zomaradah                                                               | Jawaher                                                                 |                  |
| 父 Night of Thunder 栗毛 2011 | 父の母Forest Storm 栗毛 2006                                            | Galileo                                                                 | Sadler's Wells                                                          | Sadler's Wells   |
| 父 Night of Thunder 栗毛 2011 | 父の母Forest Storm 栗毛 2006                                            | Galileo                                                                 | Urban Sea                                                               |                  |
| 父 Night of Thunder 栗毛 2011 | 父の母Forest Storm 栗毛 2006                                            | Quiet Storm                                                             | Desert Prince                                                           | Desert Prince    |
| 父 Night of Thunder 栗毛 2011 | 父の母Forest Storm 栗毛 2006                                            | Quiet Storm                                                             | Hertford Castle                                                         |                  |
| 母 Syndicate 鹿毛 2014        | 母の父Dansili 黒鹿毛 1996                                               | *デインヒル                                                             | Danzig                                                                  | Danzig           |
| 母 Syndicate 鹿毛 2014        | 母の父Dansili 黒鹿毛 1996                                               | *デインヒル                                                             | Razyana                                                                 |                  |
| 母 Syndicate 鹿毛 2014        | 母の父Dansili 黒鹿毛 1996                                               | Hasili                                                                  | Kahyasi                                                                 | Kahyasi          |
| 母 Syndicate 鹿毛 2014        | 母の父Dansili 黒鹿毛 1996                                               | Hasili                                                                  | Kerali                                                                  |                  |
| 母 Syndicate 鹿毛 2014        | 母の母Indication 鹿毛 2003                                              | Sadler's Wells                                                          | Northern Dancer                                                         | Northern Dancer  |
| 母 Syndicate 鹿毛 2014        | 母の母Indication 鹿毛 2003                                              | Sadler's Wells                                                          | Fairy Bridge                                                            |                  |
| 母 Syndicate 鹿毛 2014        | 母の母Indication 鹿毛 2003                                              | Insinuate                                                               | Mr. Prospector                                                          | Mr. Prospector   |
| 母 Syndicate 鹿毛 2014        | 母の母Indication 鹿毛 2003                                              | Insinuate                                                               | All At Sea                                                              |                  |
| 母系(F-No.)                   | (FN:8-h)                                                                | (FN:8-h)                                                                | (FN:8-h)                                                                | [ § 3 ]          |
| 5代内の近親交配               | Sadler's Wells：M3×S4、Northern Dancer：M4×S5×M5、Mr. Prospector：M4×S5 | Sadler's Wells：M3×S4、Northern Dancer：M4×S5×M5、Mr. Prospector：M4×S5 | Sadler's Wells：M3×S4、Northern Dancer：M4×S5×M5、Mr. Prospector：M4×S5 | [ § 4 ]          |
| 出典                          | 1. 2. 3. 4.                                                             | 1. 2. 3. 4.                                                             | 1. 2. 3. 4.                                                             | 1. 2. 3. 4.      |